# زنی بدون نام
زنی بدون نام (به انگلیسی: The Woman with No Name) یک فیلم درام بریتانیایی محصول سال ۱۹۵۰ میلادی به کارگردانی لاددیسلائو است.

## بازیگران
- فیلیس کالورت - ایوان ویندوز
- ادوارد آندرداون - دریاچه وینتر
- هلن چری - سیبیل
- ریچارد برتون - نیک چارمر
- آنتونی نیکولز - دکتر
- جیمز هایتر - کاپیتان بردسوا
- بتی آن دیویس - بیتریس
- امی ونس - سوفی
- اندرو آزبورن - پاول هاموند
- پاتریک تروتون - کالین
- لزلی فیلیپس - مأمور اول ماهی فروشی
- ترنس الکساندر - مأمور 2 نفربر
- ریچارد پیرسون - تونی[۴]